# Trathan-Küste
Koordinaten: 73° S, 78° W
Die Trathan-Küste ist ein Küstenabschnitt im Norden der Smyley-Insel vor der English-Küste des westantarktischen Ellsworthlands. Sie reicht vom Scoresby Head im Westen bis zum im Osten liegenden Kap Marchesi an der Einfahrt zur Ronne Entrance. Sie ist gekennzeichnet durch hohe Eiskliffs. Im nordwestlichen Abschnitt befindet sich eine große Kolonie von Kaiserpinguinen.
Das UK Antarctic Place-Names Committee benannte sie 2010 nach Philip N. Trathan, Ökosystemforscher des British Antarctic Survey ab 1990.